# バイキングMORE
『バイキングMORE』（バイキング・モア、英語表記：TALK NEWS LIVE）は、フジテレビ系列で2014年4月1日から2022年4月1日まで毎週月曜日から金曜日の昼に生放送されていた情報トーク番組（改題前の『バイキング』時代はバラエティ番組）。2020年9月28日の『バイキングMORE』への改題より、毎週11:55 - 14:45（JST）に放送されていた。
開始から2020年9月25日までの番組名は『バイキング』であり、2020年9月28日より改題した。

## 概要
1982年10月4日から2014年3月31日まで31年半にわたり、平日昼の時間帯にスタジオアルタから生放送されていた『森田一義アワー 笑っていいとも!』（以下、いいとも!）の後継番組。当番組は『いいとも!』とは異なり、フジテレビ本社にある『情報プレゼンター とくダネ!』→『めざまし8』と同じスタジオから生放送されていた。
クロスネット局のテレビ宮崎（従来通り午後0時飛び乗り）を除いて午前11時55分開始となったが（ネット局と放送時間を参照）、フジテレビ平日正午の番組がフライングスタートになるのは開局以来初の試みである。
『いいとも!』の後継番組という位置付けで、ジャンルとしてはバラエティ番組となっている。しかし、生ホンネトークバラエティになってからはワイドショーとして扱われることもある。
2020年9月28日から番組名を『バイキングMORE』へ改題し、放送時間を1時間拡大、制作は第二制作室（バラエティ制作）から情報制作局へ移行し、FNN加盟各社も制作協力に加わり、名実共に「情報番組」「ワイドショー」となっていた。

## 沿革・歴史

### 『笑いと情報をとりホーダイ!』時代(2014年4月 - 2015年3月)
2013年10月22日に前番組『森田一義アワー 笑っていいとも!』の番組ラストで同番組が2014年3月で31年半の歴史に幕を閉じることが発表され、同年11月には『いいとも!』の後番組がバラエティ番組であることが発表された。
2014年2月14日に新番組のMC陣が明らかとなった。3月20日には記者会見で番組ロゴと共に正式タイトルを『バイキング』と明かし（「笑いと情報をとりホーダイ!」との趣旨）、全曜日のレギュラーも発表した。当時MC陣が紺色の紋付袴姿で坂本龍馬風にキメた「お昼維新、始めるぜよ。」というポスターも作られた。
「半径500mの日常をエンターテインメントにする、タメになって面白いことを発信するちょっとエッジの効いた生活情報バラエティ番組」として、4月1日（火）に番組はスタート。曜日別にテーマを設け、総勢48名の大所帯で挑むこととなった。MCは曜日ごとに変わり（『いいとも!』では全曜日ともに森田一義（タモリ）、フジテレビアナウンサー1名がアシスタントMC（進行役）を担当するスタイルとなった。
2014年5月には、HIROから、キャストとスタッフ全員分の「24karats」のオリジナルジャージ上下（黒地に金文字）が贈られた（自身が代表のLDHの数名が番組レギュラーだった関係）。
2014年7 - 8月には恒例の局イベントを、番組名に絡め「お台場新大陸」として開催。番組では夏休みSPレギュラーを置き、「最高賞金200万円! 毎日誰かに10万円が当たる! 夏休みキャリーオーバークイズ」を実施した。この頃には既にフジテレビの「e!ショップ」にて、番組グッズ数種類を販売していた。
2014年9月5日をもって、金曜隔週レギュラーの滝沢眞規子が、9月23日をもって、火曜レギュラーのビッグダディ（林下清志）が、9月25日をもって、火曜・木曜の進行として出演していた加藤綾子(当時フジテレビアナウンサー)が番組を降板した。
2014年9月29日から木曜レギュラーとして、鈴木奈々が、さらに新たな火曜・木曜の進行として永島優美(当時フジテレビアナウンサー)が加入した。
この時期の番組はサンドウィッチマンの生中継コーナー、日本全国地引き網クッキングが初期段階からインターネットなどで話題になった。そのため、このコーナーのみその後も不定期に復活して放送された。

### 『リポート&プレゼン情報バラエティ』時代(2015年4月 - 2016年3月)
2015年3月30日より、午後1時55分から新情報番組『直撃LIVE グッディ!』を立ち上げることに伴い、『ライオンのごきげんよう』・『東海テレビ制作昼の帯ドラマ』の放送時間を各5分繰り上げると同時に、本番組は従来より5分短縮の午前11時55分 - 午後0時55分の放送となった。また、同日より坂上忍が全曜日出演の「バイキング総合MC」に昇格し、空いた月曜MCはブラックマヨネーズが新たに担当。他の曜日MCは火曜隔週のTAKAHIRO（EXILE）を除いて続投となった。また、曜日レギュラーから専属レポーター（不定期出演）へ移行した人もいた。
2015年4月改編では、月曜レギュラーの吉倉あおい、火曜レギュラーの友近、クリス-ウェブ佳子、水曜レギュラーの唐橋ユミ、やしろ優、木曜レギュラーの有村昆、山本涼介、金曜レギュラーの千葉雄大、さらに進行担当の伊藤利尋(月曜・水曜・金曜担当)、永島優美(火曜・木曜担当)、火曜隔週MCのTAKAHIRO（EXILE）が降板した。
番組内容も一新され、大人や主婦が気になる旬の話題・疑問を出演者が体当たりで徹底取材し、その取材内容をスタジオでプレゼンする「リポート&プレゼン情報バラエティ」へとリニューアルすることが、3月22日に発表された。制作サイドは、（前年の）ライブ感重視から、お昼に見ている層が「見たい」生活情報へのシフトと語った。
また前年度には生中継コーナーが放送されていたが、2015年度は廃止された。
番組キャラクターは、赤いハンドマイクを持つデザインに変わった（前年度は望遠鏡とフォーク）。ワイプの位置は右上から左上に、形状も丸から方形に変わった。
2015年9月29日をもって火曜レギュラーのすみれが降板した。
2015年12月22日をもって火曜レギュラーの江角マキコ、12月23日をもって水曜レギュラーの美保純が降板した。
なお、2015年度の当番組について、坂上は2016年10月31日放送の日本テレビ系列『しゃべくり007』出演時、くりぃむしちゅーの有田哲平からの「（2016年）春くらいから（本番組に）力を入れている」との発言に「それまでは、正直『ヒルナンデス!』（日本テレビ系列）に寄せていた。楽だったあの時」と述べており、視聴率的にも同番組などに遠く及ばなかった。
2016年1月ごろからは金曜日を中心に、ゲストと共に（社会問題などの）生激論のみを行う日も見受けられた（坂上の提案が発端）。同年3月に宮道治朗編成部長は「非常に手応えがあった」「地方で（は）高評価を得ている」と語った。
新年1回目・1月4日の「新春SP」は、番組初の拡大放送（午後1時45分まで）。4月1日（金）は1時間枠での最終回ながら、前日に終了した『ライオンのごきげんよう』・『東海テレビ制作昼の帯ドラマ』の穴埋め代替を兼ねて、午後1時55分まで拡大した。

### 『生ホンネトークバラエティ』時代（2016年4月 - 2020年9月）

#### 2016年度
2016年4月4日の春改編にて、前述の「新春SP」と同様の午前11時55分 - 午後1時45分へと、放送時間を拡大（従前より50分増）。なお、フジテレビ平日正午のレギュラー番組が12・13時台の2時間枠になるのは、開局以来初の試みである。ただし、13時台『ライオンのごきげんよう』のスポンサーだったライオンは降板しておらず、番組途中に一社提供の個別のコーナーを設定し（「presented by ライオン」）、コーナー冒頭にライオンちゃんが出演する。コーナー開始当初は様々な企画（主にVTRのロケ企画）を放送していたが2018年4月以降は「とれたて!ニュースバイキング presented by LION」としてコーナー前後と同様にニュースを扱うコーナーとなっている。またテーマ曲をSuperflyの「ゴチャゴチャ」に変更した。
前年度まで、総合MCの坂上と曜日MCは揃って司会者席に居たが、この改編で坂上と曜日MCの内1人は金曜を除いてレギュラー陣と共にパネラー席に着席。
2016年4月改編では、水曜レギュラーのいとうまい子、関口メンディー（EXILE・GENERATIONS）、水曜準レギュラーのデヴィ夫人、木曜レギュラーの丸岡いずみ、ケンドーコバヤシ、木曜レギュラーのAmi（当時：E-girls・Dream）、木曜準レギュラーの蛭子能収、金曜レギュラーの鈴木奈々、金曜準レギュラーの茂木健一郎、さらに火曜MCのNAOTOが降板した。
またこの改編で、新たに6名がレギュラーに加入（火曜：ヒロミ・YOU、水曜：松嶋尚美、木曜：横澤夏子・REINA、金曜：橋本マナミ）さらに新たな火曜MCとして、柳原可奈子、高橋真麻が加入した。
この改編から、前座番組『FNNスピーク』と、同日に13時45分開始になった『グッディ!』との接続は、共にステブレレスに変更された。この日よりエンディングでは、「バイキング×グッディ! 最新ニュース言いたい放題」として、スタジオ内のマルチモニターに『グッディ!』のスタジオにいる同番組の総合司会・安藤優子と高橋克実を映し出し、当日『グッディ!』で取り上げるニュースについてクロストークを行い、13時45分と同時に画面が『グッディ!』のスタジオに切り替わって『グッディ!』が開始される演出を導入（スタッフロールはその直前に流される）。なお、このパート直前のCM明けには、翌日の予告VTR（約30秒）を放送していたが、原則2016年8月25日で廃止となった。
ホームページには「生ホンネトークバラエティ」と書かれ、前述の生激論（討論）を番組の軸とした。これまでの番組趣旨とは違い、社会的な要素を中心に取り入れ、ワイドショー路線へシフト。ただし、2019年秋までは自然災害は発生当日を除くとほぼ扱わず、情報番組に見られる天気予報のコーナーは一貫して設置されていない。稀に報道生中継（東京地裁前から清原和博の初公判・小池百合子新都知事の就任会見や所信表明・8月31日・三田寛子の会見・リオメダリスト凱旋パレード等）もあった（ただしフジテレビ基本番組表の番組分類で報道・教育にも区分されるようになったのは2017年10月期から）。
2016年7月23日・7月24日放送の『FNS27時間テレビフェスティバル!』では、24日の8時ごろから「バイキング 怒れる芸能人SP」と題した、月曜のレギュラーコーナー「怒れる○○さん」の特別編（東国原英夫と上西小百合のバトルが軸）が行われ、坂上・全曜日MC・レギュラー陣の多くが番組初めて一堂に会した。なお、『FNS27時間テレビ』そのものをネットしないテレビ大分では放送されなかった。
2016年7月19日からは夏の局イベント「お台場みんなの夢大陸2016」の紹介中継コーナーを番組終盤に毎日置き、大阪王将とのコラボ出店「バイキングオリジナルまぜそば曜日対抗選手権」も宣伝した（売上1位の金曜日のメニューは全国の同店舗で販売）。その後、火曜の「サンド&高橋真麻の突撃!歌声レポート」だけは期間中継続した。リオデジャネイロオリンピックの開催中は、日本選手の活躍を連日冒頭から取り上げた。
従来と異なり、新ドラマの主要キャストによる番宣は、エンディングのみの出演となる例もあった。また、視聴者によるdボタン生投票（主に青赤2択）を多用した時期もあったほか、芸能リポーターや弁護士等をコメンテーター（専門家）として下手に出演させるようになった。
2016年9月5日から、月曜のみ坂上も司会者席で参加するようになり、その後全曜日に拡大した。同年11月1日から、火曜オープニングの真麻と柳原の立ち位置が逆転した（下手真麻・上手柳原→下手柳原・上手真麻）。
2016年12月28日（水曜日）には通常放送とは別枠の午後9時 - 午後11時43分に、ゴールデン・プライムタイムで番組史上初の『バイキング・ゴールデン! 坂上忍と怒れるニュースな芸能人〜あの事件の真相ぶっちゃけSP〜』を放送。『笑っていいとも!特大号』終了後初めて、平日正午の番組の年末のゴールデンタイムでの特別番組が復活した。なお、クロスネット局のうち、水曜のゴールデン・プライムタイムが日本テレビと同時ネットであるテレビ大分では非ネット。

#### 2017年度
2017年4月改編では木曜レギュラーのREINA、金曜レギュラーの渡辺えりが降板。
曜日移動は月曜レギュラーのホラン千秋が木曜へ移動となった。
新加入者はなし。
同年の大相撲7月場所（名古屋場所、愛知県体育館）には、「お昼はやっぱりバイキング」の懸賞旗を出した（火曜の企画で坂上が発案）。なお、放送法第83条（NHK（日本放送協会）における広告放送禁止規定）の規定により、懸賞旗がテレビの大相撲中継に映る事はおろかラジオでアナウンスが流れる事も禁止となっているため、懸賞幕がテレビの中継映像に映りこむことはなかった。当時はテレビ朝日が出資するインターネットテレビ局・AbemaTVでは中継は実施されていなかった。
2017年夏には、去年に続き、大阪王将とのコラボで5種類の（天津）まぜそばを「お台場みんなの夢大陸」（および一部店舗）で販売した。
2017年10月第1週限定で「秋のキャリーオーバークイズ」を実施した。賞金総額100万円で、2014年夏のような視聴者参加企画。
2017年12月29日（金曜日）には通常放送とは別枠の午後6時 - 午後10時52分に、ゴールデンタイム・プライムタイムで2回目となる『バイキング・ザ・ゴールデン 坂上忍が2017年ニュースの主役を直撃!〜あの騒動の真相&裏側 初告白SP〜』を放送。昨年の特番を非ネットとしたテレビ大分は金曜日のゴールデン・プライムタイムがフジテレビ系同時ネットであるためネットされたが、逆にテレビ宮崎は金曜日のゴールデン・プライムタイムが日本テレビ系同時ネットとしているため非ネット。
2018年3月5日に通算放送1,000回を迎え、ゲストコメンテーターとしてマツコ・デラックスが出演した。

#### 2018年度
2018年4月改編では、水曜レギュラーだった森泉と山根良顕（アンガールズ）、さらに開始時から金曜MCを担当していた雨上がり決死隊が降板。山根の相方の田中卓志が金曜へ、ホラン千秋が水曜へ移動となった。さらに新設のコーナー進行アナウンサーとして、月曜から木曜を田淵裕章が、金曜を笠井信輔が担当（両者とも、フジテレビアナウンサー）。なお、同年4月以降の金曜は曜日MCを設けず、坂上が単独でMCを務める。また、木曜のゲスト枠は2人となる場合もある。また2018年4月2日から島本亮が（小仲正重と共に）制作統括となり、出口敬生が単独で総合演出（2020年7月31日まで）を務めた。同年4月30日より番組テーマソングを久保田利伸の書き下ろし曲、「Make U Funky」に変更した。
2018年9月25日をもって火曜レギュラーの小籔千豊が番組を降板。これにより、火曜の初回からのレギュラー陣は全員降板したことになる。
2018年12月28日（金曜日）には通常放送とは別枠の午後6時 - 午後9時55分に、ゴールデンタイム・プライムタイムで3回目となる『バイキング・ザ・ゴールデン 〜河野景子が独占初告白!2018年ニュースの主役に直撃SP〜』を放送。昨年同様テレビ大分は金曜日のゴールデン・プライムタイムがフジテレビ系同時ネットであるためネットされたが、テレビ宮崎は金曜日のゴールデン・プライムタイムが日本テレビ系同時ネットとしているため非ネット。
「フジテレビ開局60周年記念WEEK」となった2019年3月最終週の5日間、特別企画として榎並アナによる「ベンチプレス60キロ 60秒で挙げた回数×1万円プレゼント!」を番組終盤に実施した。

#### 2019年度
2019年4月改編では、2016年度から火曜MCを務めた柳原可奈子が産休に伴い降板した。他には曜日レギュラーの4組5名（月曜：IKKO、火曜：サンドウィッチマンとYOU、金曜：橋本マナミ）も降板。
2019年4月からは、これまで不定期ゲストだった3名がレギュラーに加入（月曜：アンミカ、火曜：ミッツ・マングローブと月2回の甲斐よしひろ）。
2019年5月にゴールデンウィーク特別企画として、番組後半に「坂上忍も“知らないニュース”」というVTRコーナーを連日設置した（初回の4月29日のみ「坂上忍の“知らないニュース”」）。2019年8月13日からの4日間は、日替わりの「夏休み特別企画」を実施（番組初期の人気コーナー「生中継!サンドウィッチマンの日本全国地引き網クッキング」と「小林麻耶の金曜花嫁修業」の復活版と、坂上のロケ2種類）。
従来は自然災害のニュースを原則扱って来なかったが、9月の令和元年房総半島台風（台風15号）は13日以降に数度取り上げ、坂上が榎並と共に富津市へ現地取材に赴いた（翌年明けと坂上のみで9月にも再訪）。10月の令和元年東日本台風（台風19号）では日本上陸前から大きく扱った。
2019年12月26日をもって木曜レギュラーの横澤夏子が降板した。
2020年3月31日をもって火曜MCの高橋真麻が産休のため、番組休業（7月7日に復帰）。

#### 2020年度前期(4月 - 9月)
2020年4月6日から、新型コロナウイルスの「3密」回避策として、スタジオ出演者の数を減らし、放送（一部は局内の別スタジオから、当初は他からも含めたオンラインによるリモート出演）。同年4月7日には、レギュラー側・コメンテーター側とも、出演者間に透明アクリル板の仕切りを設置した。この頃からは新型コロナウイルスなどを中心に報道していた。
2020年6月に同年9月で番組打ち切りとの報道が一部でなされ、フジテレビが否定した。7月9日には、10月から15時ごろまで放送時間が拡大する予定との報道がなされ、フジテレビ側は当初「改編についてまだ正式には決まっていない」としていたが、7月21日にフジテレビは9月28日から放送時間を14時45分までの約3時間枠に拡大し、番組名を『バイキングMORE』（バイキング・モア）へ改題することを正式に発表した（『グッディ!』は同月25日をもって終了）。
2020年9月23日（水曜日）に放送開始当初からレギュラー出演してきたホラン千秋が、24日（木曜日）に同じく放送開始当初から木曜日MCとして出演してきた後藤輝基（フットボールアワー、相方の岩尾はレギュラー続投）、そして25日に東国原英夫が番組を降板。
2020年9月25日、「バイキング」としては6年半の放送を終え最終回を迎えた（既存番組のリニューアルであるため、この日の放送及び翌週28日の「バイキングMORE」としての初回は共に、最終回・新番組を示す「終」「新」のマークは記されなかった）。なお、進行として出演してきた榎並は同年9月28日から平日夕方の報道番組『Live News イット!』のメインキャスターに就任するため、同月25日をもって本番組を降板した。一方で、坂上が司会を務める『直撃!シンソウ坂上』（木曜夜放送）に関しては当番組の枠拡大リニューアルやスタッフの入れ替えの影響、さらには坂上の負担軽減のため、9月17日をもって終了した。番組終盤では、同日をもって5年半出演してきた進行の榎並が最後の出演ということもあり、榎並のNG集を放送したほか、榎並が坂上や視聴者へ向けて挨拶を行った。そして、エンディングでは同日が最終回となった『グッディ!』の総合司会、安藤優子・高橋克実との最後のクロストークを行って番組は終了、ひとまず6年半の歴史に幕を閉じた。

### 『MORE』時代(2020年10月 - 2022年3月)

#### 2020年度後期(10月 - 2021年3月)
先述の通り、2020年9月28日から『バイキングMORE』に改題。改題・枠拡大後は、制作を担当する部署も『いいとも!』以前から長年にわたり本枠を担当してきた第二制作室（バラエティ番組の制作管轄）が撤退し、ニュース総局内の情報制作局が実質的に『グッディ!』から移る形で担当。バラエティ番組からジャンルが改められるため、名実ともにワイドショー番組となった。情報制作局の取材力・機動力も取り入れた「大型ニュース討論系情報番組」として新たなスタートを切り、事実上昼の情報バラエティと午後のワイドショーを統合させる形になるとしている。また、改題リニューアルに合わせて現在平日朝の情報・ワイドショー番組『とくダネ!』に出演していた伊藤利尋（フジテレビアナウンサー）が5年半ぶりに再登板し、坂上と共に総合司会を務める。
新規加入の曜日レギュラーは1名のみ、『グッディ!』パネラーからの異動となる水曜のカンニング竹山。その他、フィールドキャスター（リポートなど）では大村正樹と広瀬修一が『グッディ!』から引き続き出演。北村晴男も『グッディ!』から引き続きコメンテーターとして出演。ナレーションは、従来長らくほぼ小坂由里子が一人で担当していたが、こちらも『グッディ!』から仮屋昌伸と森一丁が異動して出演。また、従来『グッディ!』で実施されていたリアルタイム字幕放送も当番組へ移行したほか、同番組における一部コーナーやフジテレビ報道局との制作協力関係、14時台のネットスポンサーも当番組へ引き継がれた。
またこの改編で、月曜MCのブラックマヨネーズと火曜MCの高橋真麻の出演曜日が逆転した。(月曜MCブラックマヨネーズ・火曜MC高橋真麻→月曜MC高橋真麻・火曜MCブラックマヨネーズ)。
新たに帯企画『2時プロジェクト～気になってるの私だけですか?～』が始動。14時ごろから放送のコーナーで、世の女性たちが「今、知りたいこと、調べてほしいこと」に答えを出し、担当の女性アナウンサーが坂上忍ら出演者へプレゼンする企画。各曜日の担当は、久慈暁子（月）、藤本万梨乃（火）、永尾亜子（水）、佐久間みなみ（木）、杉原千尋（金）の各フジテレビ女性アナウンサー。
スタジオセット（場所のみ『グッディ!』が使用していたV1スタジオへ移動）やタイトルロゴは小規模な変更にとどめ、テーマ曲やテロップデザインは変更されなかった。（テロップのフォントのみ『グッディ!』で使用していたものに切り替え）時刻表示は囲みの形状を刷新して1分ごとに動きも持たせた。
コロナ禍の影響により、曜日MCは一部コーナーを除いて原則、上手パネラー席にレギュラー陣と共に着席するスタイルのままとなった。
2020年12月28日（年内最後の放送）を以って帯企画『2時プロジェクト』の放送が途絶え、翌年2021年1月18日からは2時台後半に「曜日別日替わりコーナー」が新設された（各曜日担当女性アナウンサーは続投）。しかし2021年3月19日放送分にてコーナー終了により女性アナウンサーは5人とも降板。同年3月30日をもってミッツ・マングローブが火曜レギュラーを降板（番組内での発表はなかったが公式サイトの出演者表記では準レギュラーとされ、不定期での継続出演に変わった）。

#### 2021年度
2021年3月22日放送分より『バイキング』時代を含め、番組開始以来初めて番組ロゴが大幅変更（マイナーチェンジはこれまで幾つか行われていた）され、ロゴ内の英語サブタイトルを初回から使われた「High Noon TV Viking!（MORE）」から「TALK NEWS LIVE」に変更した。時刻表示は横長になった。また、スタジオセットの2015年度以来の大幅変更並びに、テーマ曲をsumikaの書き下ろし曲「Jasmine」に変更。
2021年4月5日の野々村真による現場取材を皮切りに、曜日レギュラーや常連ゲストによる「直撃取材」を一時期実施した。
2021年4月29日（木・昭和の日）から5月5日（水・こどもの日）までの5日間、ゴールデンウィークSP企画を放送。期間中はロケやスタジオでの特別企画や、「ステイホーム応援プレゼント」と題した出演者がおすすめする商品の視聴者プレゼント企画を実施。
2021年10月、田村淳（ロンドンブーツ1号2号）が金曜日MCに就任（従来は準レギュラー）。なお、田村と伊藤は過去にも『知りたがり!』で共演したことがある。

#### 番組終了とその後
2021年12月3日掲載の『NEWSポストセブン』の報道で、2022年春での打ち切りが内定したことが明らかになり、当初フジテレビ広報推進部は週刊ポストの取材に対して、「改編に関してはお答えしておりません」とコメントしていた。その後打ち切り報道から約10日後の2021年12月12日にフジテレビは当番組が2022年4月1日をもって終了することを正式発表した（奇しくも『バイキング』の放送開始日である4月1日だった）。坂上は2020年頃からライフワークである動物保護活動に注力するため番組卒業を申し出たといい、2021年12月13日の放送で言及した。
同局によると、2022年2月をめどに動物の保護活動をメインとした施設が完成し、同年4月から保護活動ができることから、「保護活動は片手間で出来る作業ではありませんし、わがままが許されるのであれば、『バイキング』に費やしていた時間を動物と向き合う時間に充てさせてほしい」と坂上から申し出があり、放送開始から8年となる2022年3月で坂上が降板した上で同時に番組も終了し、新番組をスタートさせることを決定した。坂上は、「まだ引退とはなりません。動物たちのためにも、まだほそぼそと稼がせていただきます」と意気込んだ。坂上の保護活動の様子は金曜日19時台の『坂上どうぶつ王国』（一部地域を除く）のMCは当番組終了後も引き続き出演する形で報告されている（坂上以外のレギュラー出演者の処遇については後述）。
最終回は14時台に、番組なじみの専門家たちの質問に坂上が答える、記者会見企画のVTRを流した。スタジオ最後は、金曜レギュラー田中卓志（アンガールズ）が自身の新番組『呼び出し先生タナカ』をPRし、周囲が爆笑する中で8年間の放送に幕を閉じた。
2022年4月4日からは、後継番組としてフジテレビの佐野瑞樹・山崎夕貴両アナウンサーが司会を務める生活情報番組『ポップUP!』を開始。放送開始時間が10分繰り上がり11時45分スタートとなり、直前の時間帯に放送されている『FNN Live News days』の終了時刻は10分繰り上げ11時45分までの放送となる。
しかし、『ポップUP!』は視聴率低迷や2022年6月にフジテレビの社長に港浩一が就任した影響もあり、2022年12月23日に僅か9カ月で終了した。2023年1月9日からは、『MORE』への改題前以来2年ぶりに番組制作業務をフジテレビ第2制作部のバラエティ制作センターへ返上し、『ぽかぽか』が開始して現在に至る。
2023年10月2日、『ぽかぽか』でサブスクレギュラーとなって不定期出演を続ける坂上は、夏休みをとった澤部佑（ハライチ）の代打として、約1年半ぶりにフジテレビ昼番組のMCを担当した。
なお、2017年から2022年まで毎年3月に実施していた特別企画コーナー「坂上忍の東北でお手伝い旅」シリーズのみ、本番組から独立して継続されている。2023年3月12日（日曜）夕方に、『坂上・サンドのご当地BET旅』第一弾・宮城編、2024年3月8日（金曜）19時に、『坂上サンドの東北行きあたりばっ旅 〜地元の実力見させてもらっちゃいますSP〜』、2025年3月14日（金曜）20時に、『坂上サンドの東北旅 2025～地元民が誇りたい“会津スポット”ベスト10～』を放送。

## 特記事項

### スタジオセット
- 初代（2014年4月1日 - 2015年3月27日）	
  - 曜日MCは立ったまま上手で番組進行[189][190]。下手の雛壇2列に曜日レギュラーが座った[注 30]。ステージの中央奥には巨大モニターが設置され[189]、回転扉としてもゲストなどの登場時に活用された（2015年に入って番組ロゴや海洋生物などが描かれた[191]、モニターではない出入口へとリニューアル）。
  - 客席[注 31]は階段状ではなく、ステージより低い位置にフラットに設置された[193]。初期はウッドデッキ風の出演者用通路が客席を囲んでおり[193]、最初期のオープニングで曜日MCのコールの後にMC・レギュラーが入場する為[注 32]に使っていたが、後に撤去して客数を増やした。それよりステージから離れた位置には黄色い円状のブースがあり、曜日アナウンサーが座って初期の「Yahoo!検索 急上昇バイキング」などを伝えていた。
  - 2015年6月19日放送の金曜プレミアム『潔癖クンの殺人ファイル2』（坂上忍が主演）にて、バイキングの初代スタジオが登場し、月曜メンバー陣が友情出演した[194]。
- 2代目（2015年3月30日 - 2021年3月19日）
  - 先代のセットから大きく変更。
  - 坂上・曜日MC・榎並は揃って中央の司会者席に着席、レギュラー陣は上手側に変更、下手側にはマルチ画面を設置[195]。コーナー担当者はマルチ画面の横に立って進行する[196]。
  - スタジオへの観客受け入れ[192]を終了[197]した。
  - セットは青白赤（ピンク）のストライプを多用し[198]、番組キャラクターのヘルメットもその3色に変わった[199][200]。引きの画角で番組中に稀に映る、高い位置に巨大な『Viking』と書かれたものを設置[201][202][203]。
  - 2016年4月4日からは曜日MCと榎並が（後に坂上も）、中央のマルチ画面の横で立ったまま進行するスタイルになった[204]。その後、下手には、その日の専門家などゲストが座ることが常態化した[205]。2017年2月8日からは大型パネルのめくりが導入されたが[206]、後に廃止されマルチ画面に再び集約され10、マルチ画面を下手側背面にも新設し合わせて2台設置。
  - 土曜日は、BSフジ『水前寺清子情報館』（2017年4月 - 2018年9月、2016年4月 - 2017年3月は『DO YOU?サタデー』）で当番組のセットをV7スタジオにて[207]使用していた[208][209]。
  - 2019年3月25日にマイナーチェンジ。セットの骨格は変えずに[198][210]、柱に質感を与えるなどのグレードアップ（サインポールは撤去）をはかり、床には従来の3色に水色も新たに加わった[211]。中央のマルチ画面[16][212]は縁取りが厚く若干大きいものに変更[42]。
  - 出演者が座る椅子の種類を変更。誰も座らないオブジェとしての不揃いな椅子やソファは維持[213]。
  - 他局から1日後れの[118][214]3月31日火曜より、新型コロナウイルス感染予防の観点から[115]、一人ひとりの距離を空けた配置とした。翌週からは出演者を減らす措置をとった（上手席は雛壇を廃止して横1列で9月22日の4名を除き最大3名を守った[125]。7月9日の後藤輝基を最後に、曜日MCが一通りスタジオに戻ってきた[215]。
  - 番組名が『バイキングMORE』になった2020年9月28日から、赤色の使用をかなり減らして青白と木目を基調とするなど、セットのビジュアルをマイナーチェンジ[216]。番組ロゴに足された白いMOREの旗も、既存のセットの高い場所にある『Viking』や上手側レギュラー陣席および下手側コメンテーター席の後ろなどに配置[217][218][219]。また、既存の2台のマルチだけでなく大型ボード（めくり）[220]も再び導入[221]。
  - 2020年10月6日から上手席は[222][223]間隔を維持した1列のまま、4名へと緩和増員[224]。その後、事前に番組内でも触れていたように[225]、年内最後の12月28日には上手席の一部出演者にリモート形式を再び採用[226]し、翌年明けも継続[227][228]（下手席でも導入[229]）。
- 3代目（2021年3月22日 - 番組最終回まで） 
  - 改題から半年、番組全体として6年ぶりにセットをリニューアル。
  - 動物を模ったものがセットにたくさん使われており[156]、ブタを模ったものは先代のセットから受け継がれた[157]。
  - 坂上曰く「今までのセット以上に明るくて清潔感がある感じ」[157]となった。「笑い」や「情報」を求めていろいろな人が集まる広場（港町・バイキングタウンの広場[12]）がコンセプトであり[157]、スペイン・バルセロナにあるアントニ・ガウディの作品群・グエル公園の写真から発想された[12]。

### テーマソング
|   | 歌手名/ユニット名  | 曲名                 | 収録音源                                                 | 使用期間                      |
| - | ------------------ | -------------------- | -------------------------------------------------------- | ----------------------------- |
| 1 | SHUN（青SHUN学園） | バイキング・フェリー | テーマ曲使用終了後、2017年4月11日 CD・デジタル配信発売   | 2014年4月1日 - 2016年4月1日   |
| 2 | Superfly           | ゴチャゴチャ         | Superfly Arena Tour 2016 “Into The Circle!” (初回限定盤) | 2016年4月4日 - 2018年4月27日  |
| 3 | 久保田利伸         | Make U Funky         | 書き下ろし曲。So Beautiful                               | 2018年4月30日 - 2021年3月19日 |
| 4 | sumika             | Jasmine              | 書き下ろし曲。                                           | 2021年3月22日 - 2022年4月1日  |

番組オープニングや番組エンディング、CMに入る時に使用された（かつては翌日の予告VTRの際にも使用された）。
2016年度からは「LION×バイキング」「森永乳業×バイキング」の番組内コラボCMにて、インストゥルメンタルを使用していた。
2代目を担当したSuperflyは、後継の番組『ポップUP!』でもテーマソングを担当した。

### 番組タイトルと放送時間の変遷
| 期間      | 期間      | 番組タイトル                                                    | 放送時間（日本時間）           |
| --------- | --------- | --------------------------------------------------------------- | ------------------------------ |
| 2014.4.1  | 2015.3.27 | 笑いと情報をとりホーダイ! バイキング High Noon TV Viking!       | 月 - 金 11:55 - 13:00（65分）  |
| 2015.3.30 | 2016.4.1  | リポート&プレゼン情報バラエティ バイキング High Noon TV Viking! | 月 - 金 11:55 - 12:55（60分）  |
| 2016.4.4  | 2018.6.8  | 生ホンネトークバラエティ バイキング High Noon TV Viking!        | 月 - 金 11:55 - 13:45（110分） |
| 2018.6.11 | 2018.7.13 | 生ホンネトークバラエティ バイキング High Noon TV Viking!        | 月 - 金 11:55 - 13:50（115分） |
| 2018.7.16 | 2020.9.25 | 生ホンネトークバラエティ バイキング High Noon TV Viking!        | 月 - 金 11:55 - 13:45（110分） |
| 2020.9.28 | 2021.3.19 | バイキングMORE High Noon TV Viking!MORE                         | 月 - 金 11:55 - 14:45（170分） |
| 2021.3.22 | 2022.4.1  | バイキングMORE TALK NEWS LIVE                                   | 月 - 金 11:55 - 14:45（170分） |

### 字幕放送
『バイキング』時代は通常は字幕放送を実施しなかったが、地震などの緊急ニュースを伝える際に臨時で実施されることもあった（#重大ニュース・特別番組放送時の対応を参照）。また、録画放送となった2019年11月4日も全編で実施された。なお、通常時でも『グッディ!』とのクロストークの場合、13:45からの発言は字幕表示される。
2020年9月28日からの『バイキングMORE』では放送時間拡大に伴い、14時台における前番組の『グッディ!』から移行する形でリアルタイム字幕放送をレギュラー実施している。

### 視聴率
- 2014年・2015年
  - 4月1日（火）の初回放送こそ6.3%（ビデオリサーチ調べ、関東地区・世帯・リアルタイム。以下略）と同時間帯同率トップタイだったものの[230][231]、その後の平均視聴率は下落していった。テレビ朝日『徹子の部屋[注 33]』やTBS『ひるおび!・午後』、日本テレビ『ヒルナンデス!』に次ぐ同時間帯民放4位に落ち込み、ついには4月15日、16日、18日に『いいとも!』の最低視聴率2.8%（1982年10月15日）を32年ぶりに下回る2.7%を記録した[232][233]。その後、6月26日には2.0%を記録した[234]。7月3日時点での最低視聴率は、5月27日の1.8%[235][236]で、以後は概ね平均3%前後を推移してきたとされる。
2015年は5月12日の1.9%、同29日の1.6%、6月26日の1.9%と、1%台を出すこともあったとされる[237]。
- 2016年
  - 劇的な上昇はなく（地方の状況は不明[62]）、ゴシップ誌・ネットニュース等に打ち切り説が常に浮上していたが、6月時点では打ち切りに関する話題は減少[注 34]。
  - 4月以降に時事問題を取り上げる傾向が高くなった影響か視聴率は微増傾向にある模様で[238]、7月19日[注 35]にはリニューアル後最高の5.3%を記録。前4週平均も4.1%と、正午時代の平均を上回っている[240]。8月12日には4.4%と現行の放送枠になってから初めて、『ヒルナンデス!』（4.2%）を上回った（『ひるおび!・午後』は7.5%）[241][242]。だがまだまだ安泰とは言えない状況でもある[243]。
- 2017年
  - 2017年第1回目の放送、1月5日は番組最高視聴率の7.2%を記録。『ひるおび!・午後』との民放横並びトップタイ[244]（ただし、この日は『ヒルナンデス!』が高校サッカー中継のため休止だった）。1月末から2月初めは連日3%台後半から4%台との報道もあった[245]。
  - 地方では一層高いところもあるとの情報のほか[64][65][246][247]、関東でも4月初め時点で平均4%台後半[248]、8月[249]・9月[250]時点で5%台との報道があった。
  - 7月6日には横並び単独トップにて8.0%と、1月5日以来記録を再更新した[19][20][246][251][252][253]。7月第1週（7月3日 - 9日）の週平均でも6.5%となった[19][253]。7月の月間視聴率は番組開始以来最高の5.9%を記録した[21]。
- 2018年
  - 関東を含めた全8地区で、年間平均視聴率が2016年から3年連続で上昇[254]。
  - 6月15日には横並びトップで7.6%を記録し[255]、枠拡大後第1週となる6月第2週（6月11日 - 17日）では、番組開始以来初の、民放横並び週間1位（5.9%）を獲得した[256]（なお前4週の平均は5.1%[257]）。翌週の6月第3週（6月18日 - 24日）にも時間帯民放1位となった[258][259]。同月には初めて民放横並び2位を記録[260]。
  - 7月の時点では、他局の裏番組と互角な争いを展開している[261]。
  - 2018年の平均視聴率は民放同時間帯4位であった（1位『ひるおび!・午後』、2位『ヒルナンデス』、3位『ワイド!スクランブル』）。上半期は熾烈なトップ争いを繰り広げていたが、下半期に失速した[262][263]。
- 2019年
  - 7月第4週は、番組開始以来最高となる週間平均視聴率7.0%を記録した[110]。
- 2020年
  - 6月10日に7.1%を記録し、時間帯民放1位を記録[264]。
  - 9月28日の『バイキングMORE』初回も時間帯民放1位（6.3%）となったが、日々熾烈な接近戦が続く[265][266][267]。
- 2022年
  - 4月1日の最終回は、平均世帯視聴率が4.8%（個人視聴率は2.4%）だった[268]。
- 祝日の視聴率
  - 『いいとも!』同様、祝日には視聴率が上昇する傾向が見られる。2014年9月15日には5.4%を、同9月23日には歴代2位となる6.2%を記録した[269]。同10月13日には6.5%と、初回を超える番組歴代最高を更新した[270]。
  - 2017年8月11日には6.9%を記録し民放同時間帯横並びでトップで、またフジテレビ系列各局でも高視聴率を記録した[271]。
  - 2018年3月21日、8.1%で番組史上最高視聴率を更新した[272]。

## 出演者

### 番組終了時点の出演者
- 曜日移動（田中）、途中降板から復帰（伊藤）を含め、番組開始当初からの出演者9名は太字で表示。

| 月 | 火                                     | 水                              | 木                                             | 金                                |
| 総合MC（バイキングMC） | 総合MC（バイキングMC）                 | 総合MC（バイキングMC）          | 総合MC（バイキングMC）                         | 総合MC（バイキングMC）            |
| --- | -------------------------------------- | ------------------------------- | ---------------------------------------------- | --------------------------------- |
| 坂上忍 |                                        |                                 |                                                |                                   |
| 進行MC |                                        |                                 |                                                |                                   |
| 伊藤利尋（フジテレビアナウンサー） |                                        |                                 |                                                |                                   |
| 月曜MC | 火曜MC                                 | 水曜MC                          | （不在）                                       | 金曜MC                            |
| 高橋真麻 | ブラックマヨネーズ （小杉竜一·吉田敬） | おぎやはぎ （小木博明・矢作兼） | （不在）                                       | 田村淳（ロンドンブーツ1号2号）    |
| 曜日レギュラー |                                        |                                 |                                                |                                   |
| アンミカ 野々村真 | ヒロミ                                 | カンニング竹山                  | 薬丸裕英 松嶋尚美 岩尾望（フットボールアワー） | 土田晃之 田中卓志（アンガールズ） |
| 準レギュラー |                                        |                                 |                                                |                                   |
| 遠藤章造（ココリコ） ガダルカナル・タカ 楠田枝里子 高橋みなみ 野々村友紀子 東尾理子 ミッツ・マングローブ 南美希子 峰竜太 |                                        |                                 |                                                |                                   |
| 不定期ゲスト |                                        |                                 |                                                |                                   |
| 秋元真夏（乃木坂46） 安藤和津 小倉智昭 須田亜香里（SKE48） 田中美佐子 とよた真帆 橋下徹 hitomi 辺見えみり 星野真里 松尾貴史 |                                        |                                 |                                                |                                   |
| コメンテーター（専門家） |                                        |                                 |                                                |                                   |
| 青樹明子 青島健太 秋山博康 芦原瑞文 安積明子 あべかすみ 天達武史 雨宮正欣 荒木田範文 石川和男 和泉昭子 泉宏 伊藤惇夫 尾木直樹 風間晋 春日良一 片山善博 角川慶子 金子俊之 金子恵美 菊池真由子 岸田雪子 北川正恭 北村晴男 清原博 金慶珠 久保武司 小林慶一郎 小林信也 佐々木成三 佐々木博之 島田薫 鈴木哲夫 鈴木美香 多賀幹子 多田文明 田中雅美 田宮寛之 田村勇人 近重幸哉 デーブ・スペクター 出口保行 中林美恵子 中西正男 中村竜太郎 二木芳人 西川研一 橋本寿史 ハリー杉山 久江雅彦 ヒョンギ 平井文夫 藤井靖 松本哲哉 三上洋 三鴨廣繁 水谷修 水野泰孝 宮崎謙介 森内浩幸 山内倫貴 山田惠資 山田美保子 山本博 横粂勝仁 横野レイコ 吉川祐二 若狭勝 |                                        |                                 |                                                |                                   |
| 報道センター（フジテレビアナウンサーが担当） |                                        |                                 |                                                |                                   |
| 梅津弥英子 | 梅津弥英子                             | 石本沙織                        | 石本沙織                                       | 石本沙織                          |
| フィールドキャスター（不定期） |                                        |                                 |                                                |                                   |
| 大村正樹 広瀬修一 |                                        |                                 |                                                |                                   |

坂上を除くレギュラー出演者のうち、おぎやはぎ・アンミカ・田村は最終回の翌週（2022年4月4日）から『ポップUP!』に出演することが発表されており、おぎやはぎは水曜パーソナリティ（担当曜日は変更なし）に、アンミカは火曜レギュラーで3時のヒロインの福田麻貴と、田村は月曜レギュラーで佐藤仁美と共同で担当。

### 歴代出演者

#### 歴代総合MC・曜日MC
| 期間             | 期間      | 総合MC   | 曜日MC             | 曜日MC              | 曜日MC     | 曜日MC             | 曜日MC         |
| 期間             | 期間      | 総合MC   | 月                 | 火                  | 水         | 木                 | 金             |
| ---------------- | --------- | -------- | ------------------ | ------------------- | ---------- | ------------------ | -------------- |
| 2014.4.1         | 2015.3.27 | （不在） | 坂上忍             | TAKAHIRO1 NAOTO1    | おぎやはぎ | フットボールアワー | 雨上がり決死隊 |
| 2015.3.30        | 2016.4.1  | 坂上忍   | ブラックマヨネーズ | NAOTO               | おぎやはぎ | フットボールアワー | 雨上がり決死隊 |
| 2016.4.4         | 2018.3.30 | 坂上忍   | ブラックマヨネーズ | 柳原可奈子 高橋真麻 | おぎやはぎ | フットボールアワー | 雨上がり決死隊 |
| 2018.4.2         | 2019.3.22 | 坂上忍   | ブラックマヨネーズ | 柳原可奈子 高橋真麻 | おぎやはぎ | フットボールアワー | （不在）       |
| 2019.3.25        | 2020.9.25 | 坂上忍   | ブラックマヨネーズ | 高橋真麻            | おぎやはぎ | フットボールアワー | （不在）       |
| 2020.9.28        | 2021.10   | 坂上忍   | 高橋真麻           | ブラックマヨネーズ  | おぎやはぎ | （不在）           | （不在）       |
| 2021.10          | 2022.4.1  | 坂上忍   | 高橋真麻           | ブラックマヨネーズ  | おぎやはぎ | （不在）           | 田村淳         |
| - 1 隔週で出演。 |           |          |                    |                     |            |                    |                |

#### 歴代進行MC
| 2014.4.1                                         | 2014.9.26 | 伊藤利尋   | 加藤綾子   | 伊藤利尋   | 加藤綾子   | 伊藤利尋   |
| 2014.9.29                                        | 2015.3.27 | 伊藤利尋   | 永島優美   | 伊藤利尋   | 永島優美   | 伊藤利尋   |
| 2015.3.30                                        | 2020.9.25 | 榎並大二郎 | 榎並大二郎 | 榎並大二郎 | 榎並大二郎 | 榎並大二郎 |
| 2020.9.28                                        | 2022.4.1  | 伊藤利尋   | 伊藤利尋   | 伊藤利尋   | 伊藤利尋   | 伊藤利尋   |
| - 全員、フジテレビアナウンサー（出演当時含む）。 |           |            |            |            |            |            |

#### 報道センター
| 期間                                                                               | 期間     | 月・火     | 水         | 木・金   |
| ---------------------------------------------------------------------------------- | -------- | ---------- | ---------- | -------- |
| 2020.9.28                                                                          | 2021.7.9 | 佐々木恭子 | 佐々木恭子 | 石本沙織 |
| 2021.7.12                                                                          | 2022.4.1 | 梅津弥英子 | 石本沙織   | 石本沙織 |
| - 全員フジテレビアナウンサー。 - 15:45～のLive News イット! 情報キャスターを兼務。 |          |            |            |          |

### 過去のレギュラー出演者
当番組はレギュラー出演者の降板が、同時間帯の他局番組と比較して著しく多かった。2014年4月の放送開始から2016年10月時点での約2年間で33人が降板した。
| 出演者                                              | 曜日           | 担当                                 | 出演期間                                                           |
| --------------------------------------------------- | -------------- | ------------------------------------ | ------------------------------------------------------------------ |
| 林修（東進ハイスクール講師）                        | 夏休みSP       | 特別レギュラー                       | 2014.7.21 - 8.18 2015.8.7                                          |
| 壇蜜                                                | 夏休みSP       | 特別レギュラー                       | 2014.7.22 - 8.28                                                   |
| ふなっしー                                          | 夏休みSP       | 特別レギュラー                       | 2014.7.24 - 8.18 2014.12.18                                        |
| どぶろっく （江口直人・森慎太郎）                   | 夏休みSP       | 特別レギュラー                       | 2014.7.25 - 8.29                                                   |
| 神田沙也加                                          | 夏休みSP       | 特別レギュラー                       | 2014.8.1 - 8.29                                                    |
| 滝沢眞規子                                          | 金（隔週）     | 曜日レギュラー                       | 2014.4.4 - 9.5 2015.11.6                                           |
| ビッグダディ（林下清志）                            | 火             | 曜日レギュラー                       | 2014.4.1 - 9.23                                                    |
| ざわちん                                            | 金（月1回）    | コーナーレギュラー 特別レギュラー    | 2014.8.22、9.26 2014.10.31 - 12.26                                 |
| 吉倉あおい                                          | 月             | 曜日レギュラー                       | 2014.4.7 - 2015.3.23                                               |
| 友近                                                | 火             | 曜日レギュラー                       | 2014.4.1 - 2015.3.24                                               |
| クリス-ウェブ佳子                                   | 金（隔週） ↓火 | 曜日レギュラー                       | 2014.4.11 - 9.12 2014.9.30 - 2015.3.24                             |
| 唐橋ユミ                                            | 水             | 曜日レギュラー                       | 2014.4.2 - 2015.3.25 2015.4.29、7.29、8.26                         |
| やしろ優                                            | 水             | 曜日レギュラー                       | 2014.4.2 - 2015.3.25                                               |
| 有村昆                                              | 木             | 曜日レギュラー                       | 2014.4.3 - 2015.3.26                                               |
| 山本涼介                                            | 木             | 曜日レギュラー                       | 2014.4.3 - 2015.3.26                                               |
| 千葉雄大                                            | 金             | 曜日レギュラー                       | 2014.4.4 - 2015.3.27                                               |
| 川栄李奈                                            | 水 ↓不定期     | 曜日レギュラー ↓専属レポーター       | 2014.4.2 - 2015.3.25 2015.4.1 - 7.21                               |
| ハマカーン （浜谷健司・神田伸一郎）                 | 月 ↓不定期     | 曜日レギュラー ↓専属レポーター       | 2014.4.7 - 2015.3.23 2015.4.20 - 9.7                               |
| すみれ                                              | 火             | 曜日レギュラー                       | 2014.4.1 - 2015.9.29                                               |
| ウーマンラッシュアワー （村本大輔・中川パラダイス） | 金 ↓不定期     | 曜日レギュラー ↓専属レポーター       | 2014.4.4 - 2015.3.27 2015.4.17 - 10.9                              |
| 平成ノブシコブシ （吉村崇・徳井健太）               | 火 ↓不定期     | 曜日レギュラー ↓専属レポーター       | 2014.4.1 - 2015.3.24 2015.3.31 - 11.10                             |
| 山田菜々                                            | 月 ↓不定期     | 曜日レギュラー ↓専属レポーター       | 2015.3.30 - 10.5 - 2015.12.21                                      |
| 江角マキコ                                          | 火             | 曜日レギュラー                       | 2014.4.1 - 2015.12.22                                              |
| 美保純                                              | 水             | 曜日レギュラー                       | 2014.4.2 - 2015.12.23                                              |
| いとうまい子                                        | 月 ↓水         | 曜日レギュラー                       | 2014.4.7 - 2015.3.23 2015.4.1 - 2016.3.30                          |
| 関口メンディー（EXILE・GENERATIONS）                | 水             | 曜日レギュラー                       | 2014.4.2 - 2016.3.30                                               |
| デヴィ夫人                                          | 水             | 曜日準レギュラー                     | 2015.4.1 - 2016.3.30                                               |
| 丸岡いずみ                                          | 木             | 曜日レギュラー                       | 2014.4.3 - 2016.3.31                                               |
| ケンドーコバヤシ                                    | 水 ↓木         | 曜日レギュラー                       | 2014.4.2 - 2015.3.25 2015.4.2 - 2016.3.31                          |
| Ami（当時：E-girls・Dream）                         | 木             | 曜日レギュラー                       | 2014.4.3 - 2016.3.31                                               |
| 蛭子能収                                            | 金 ↓木         | コーナーレギュラー ↓曜日準レギュラー | 2014.11.21 - 2015.3.6 2015.4.2 - 2016.3.31                         |
| 鈴木奈々                                            | 木 ↓金         | 曜日レギュラー                       | 2014.10.2 - 2015.3.26 2015.4.3 - 2016.4.1                          |
| 茂木健一郎                                          | 金             | 曜日準レギュラー                     | 2015.4.3 - 2016.4.1                                                |
| 小林麻耶                                            | 金 ↓火 ↓木     | 曜日レギュラー                       | 2014.4.4 - 2016.5.19                                               |
| REINA                                               | 木             | 曜日レギュラー                       | 2016.4.7 - 2017.3.16                                               |
| 渡辺えり                                            | 金             | 曜日レギュラー                       | 2014.4.4 - 2017.3.31                                               |
| 山本彩（当時：NMB48）                               | 金 ↓不定期     | 曜日レギュラー ↓専属レポーター       | 2014.4.4 - 2017.3.31                                               |
| 雨上がり決死隊 （宮迫博之・蛍原徹）                 | 金             | 曜日MC                               | 2014.4.4 - 2018.3.30                                               |
| 森泉                                                | 水             | 曜日レギュラー                       | 2014.4.2 - 2018.3.28                                               |
| 山根良顕（アンガールズ）                            | 木 ↓月 ↓水     | 曜日レギュラー                       | 2014.4.3 - 2018.3.28                                               |
| 小籔千豊                                            | 火             | 曜日レギュラー                       | 2014.4.1 - 2018.9.25                                               |
| 柳原可奈子                                          | 火             | 曜日MC                               | 2016.4.5 - 2019.3.19                                               |
| IKKO                                                | 月             | 曜日レギュラー                       | 2014.4.7 - 2019.3.25                                               |
| サンドウィッチマン（伊達みきお・富澤たけし）        | 月 ↓火         | 曜日レギュラー                       | 2014.4.7 - 2019.3.26                                               |
| YOU                                                 | 火             | 曜日レギュラー                       | 2016.4.5 - 2019.3.26                                               |
| 橋本マナミ                                          | 金             | 曜日レギュラー                       | 2016.4.8 - 2019.3.29                                               |
| 横澤夏子                                            | 木             | 曜日レギュラー                       | 2016.4.7 - 2019.12.26                                              |
| ホラン千秋                                          | 月 ↓木 ↓水     | 曜日レギュラー                       | 2014.4.7 - 2017.3.27 → 2017.4.6 - 2018.3.29 → 2018.4.4 - 2020.9.23 |
| 後藤輝基(フットボールアワー)                        | 木             | 曜日MC                               | 2014.4.3 - 2020.9.24                                               |
| 甲斐よしひろ                                        | 火（月2回）    | 曜日レギュラー                       | 2019.4.2 - 2020.9.22                                               |
| 東国原英夫                                          | 金             | 曜日レギュラー                       | 2016.4.8 - 2020.9.25                                               |
| ミッツ・マングローブ                                | 火             | 曜日レギュラー                       | 2019.4.2 - 2021.3.30                                               |

### 過去のコーナーレギュラー
| 出演者                                    | 曜日              | 担当 | 出演期間                                             |
| ----------------------------------------- | ----------------- | --- | ---------------------------------------------------- |
| ギャル曽根                                | 水                | ギャル曽根の豪邸食べちゃうぞ!                                                                           | 2014.4.9 - 4.30                                      |
| 竹田恒泰                                  | 木                | 和の心を学ぶ旅 竹田式さんぽ道                                                                           | 2014.4.10 - 6.5                                      |
| タイムマシーン3号 （山本浩司・関太）      | 金                | 本音の王子さま                                                                                          | 2014.5.9 - 7.11 2015.4.3                             |
| 梅本正行（防犯ジャーナリスト）            | 木                | 怪盗VS芸能人リアル防犯ゲーム                                                                            | 2014.6.5、6.12                                       |
| ナックル井上（実演販売士）                | 水                | 赤マル急上昇!! 実演販売バイキング!!                                                                     | 2014.6.18 - 7.2                                      |
| 矢幡洋（犯罪心理学者）                    | 木                | 怪盗VS芸能人リアル防犯ゲーム                                                                            | 2014.6.26 - 7.10                                     |
| 晴香葉子（心理コンサルタント）            | 水                | 女の危険度診断                                                                                          | 2014.6.18 - 7.30 2015.3.25                           |
| 遼河はるひ                                | 金                | 山本彩の金曜極めスクール                                                                                | 2014.7.11 - 8.1                                      |
| トニー・ジャン（マインドハッカー）        | 木                | マインドハッカー トニー・ジャン                                                                         | 2014.6.19 - 8.7                                      |
| 三上丈晴（月刊ムー編集長）                | 水                | 真夏のミステリーバイキング! ミステリーバイキング                                                        | 2014.8.6、8.27、9.10                                 |
| 黒木純（アイアンシェフ）                  | 水                | 教えて! アイアンバイキング                                                                              | 2014.9.24 - 10.8                                     |
| 亀井京子                                  | 水                | 教えて! アイアンバイキング                                                                              | 2014.9.24 - 10.8                                     |
| 井垣利英（マナー講師）                    | 木                | 知らぬは女の恥 オトナのマナー講習2014                                                                   | 2014.9.11 - 10.9                                     |
| 植草美幸（マナー講師）                    | 木                | 知らぬは女の恥 オトナのマナー講習2014                                                                   | 2014.9.4 - ?                                         |
| 岩下宣子（マナー講師）                    | 木                | 知らぬは女の恥 オトナのマナー講習2014                                                                   | 2014.10.23 - 2015.1.29                               |
| 髙城順子（料理研究家）                    | 月 ↓火            | 生中継!サンドウィッチマンの日本全国地引き網クッキング                                                   | 2014.4.7 - 10.20 2015.8.4                            |
| 服部沙耶果（不用品鑑定係）                | 月                | 生中継!サンドウィッチマンの日本全国豚汁が行く!                                                          | 2014.11.3 - 11.17                                    |
| 島田秀平                                  | 月 水             | あなたの代わりに行ってきます ひるたつ                                                                   | 2014.10.8 - 11.19 2015.7.6 - 10.5                    |
| 小松拓也（リポーター）                    | 火                | Yahoo!検索 急上昇バイキング 注文したらマッハでごはん スピードランチ ほか                                | 2014.4.8 - 12.2                                      |
| 佐久間健一（ボディメイクトレーナー）      | 火                | 理想のボディをGET!! 1日1分DNAダイエット                                                                 | 2014.9.30 - 12.23                                    |
| 小杉竜一（ブラックマヨネーズ）            | 火                | 理想のボディをGET!! 1日1分DNAダイエット                                                                 | 2014.9.30 - 12.23                                    |
| 今田耕司                                  | 水                | 中継リポーター 今田耕司の美人会社員巡り クリスマスまでに素敵な恋人を見つけよう                          | 2014.10.15 - 12.24                                   |
| 林マヤ&笛風呂タオス                       | 金                | 皆さん、怒らず見守って!!小林麻耶の金曜花嫁修業                                                          | 2014.7.4 - 2015.1.9                                  |
| 具志堅用高                                | 金                | ちょっと刺激体験!アメビリーバボー!                                                                      | 2014.12.19 - 2015.1.23                               |
| 前園真聖                                  | 金                | 店泣かせ大食い美女が行く!人気バイキング食べ尽くしちゃうぞ!!                                             | 2015.1.16 - 2.6                                      |
| 卯月啓子（国語教育研究会・常任講師）      | 水                | 漢字DEランチ                                                                                            | 2015.1.14 - 2.18                                     |
| 近藤珠實（マナー講師）                    | 木 月             | 知らぬは女の恥オトナのマナー夏期講習 角を立てないように言い換えまSHOW                                   | 2014.8.7、8.14 2015.1.26 - 2.23                      |
| 日本エレキテル連合 （橋本小雪・中野聡子） | 金                | 中継リポーター 中継クイズ!ご長寿達人はダレよ～ダレ?ダレ?                                                | 2015.2.6 - 2.27                                      |
| Toshi&Lithi（スピリチュアルカウンセラー） | 火                | 噂のオネェカウンセラーが◯◯◯を辛口診断                                                                   | 2014.11.4 - 2015.3.3                                 |
| SHINPEI（BREAKERZ）                       | 水                | お助け!SHINPEIマン                                                                                      | 2015.2.25 - 3.4                                      |
| 塚越友子（心理カウンセラー）              | 月                | アナタの好みがズバリ判明 二択で見たメン                                                                 | 2015.1.5 - 3.16                                      |
| ゲッターズ飯田                            | 木                | 薬丸と行くぜ!なつかし青春トラベラー                                                                     | 2014.10.30 - 2015.3.19 2015.8.6、8.27、2016.1.7      |
| 桝渕祥与（2012年度ミス鎌倉）              | 金                | 店泣かせ大食い美女が行く!人気バイキング食べ尽くしちゃうぞ!!                                             | 2014.9.19 - 2015.9.11                                |
| 篠原信一                                  | 金                | 店泣かせ大食い美女が行く!人気バイキング食べ尽くしちゃうぞ!!                                             | 2014.11.14 - 2015.3.20                               |
| 森崎友紀（料理研究家）                    | 金                | 店泣かせ大食い美女が行く!人気バイキング食べ尽くしちゃうぞ!!                                             | 2015.7.31、8.26、9.11、11.11、11.20、12.2、2016.1.20 |
| 川内天子（芸能レポーター）                | 金                | 世の女性が一言 言いたくなるニュース                                                                     | 2015.9.18                                            |
| 飯間浩明（三省堂国語辞典 編集委員）       | 水                | 漢字DEランチ                                                                                            | 2014.12.3 - 2015.3.25                                |
| 米山公啓（医学博士）                      | 水                | 不思議だなぁ～                                                                                          | 2015.1.28 - 3.25                                     |
| 寺田心                                    | 不定              | 坂上とのロケ企画等                                                                                      | 2015.3.30 - 2016.1.5                                 |
| 浅野まみこ（管理栄養士）                  | 月曜祝日          | 絶対に太ってはいけないシリーズ等                                                                        | 2015.1.12、2.16、5.4、11.20、2016.1.14               |
| とにかく明るい安村                        | 不定              | 絶対に太ってはいけないシリーズ等                                                                        | [ 注 106 ]                                           |
| 森田豊（医療ジャーナリスト）              | 金 ↓ 金（不定期） | ダイエットバイキングワタシナリーダイエット 宮迫和尚の悩める夫かけこみ寺 クイズ ここまで出てるのに! ほか | 2014.4.4 - 2015.3.27                                 |
| 伊藤敬子（俳人協会 評議員）               | ライオン          | 坂上忍の俳句ingヒストリー                                                                               | 2016.6.20 - 6.24                                     |
| 西村和子（俳人協会 理事）                 | ライオン          | 坂上忍の東京下町ミステリー                                                                              | 2016.7.11 - 7.15                                     |
| あおちゃん                                | 月                | 怒れる女たち バイキング党マナフェスト 〜このマナー許せますか?〜                                         | [ 注 108 ]                                           |
| 神谷明良                                  | 月                | 気になるエンタメニュース ランキング8                                                                    | 2016.11.21 - 2017.1.30                               |
| みきママ（おうち料理研究家）              | ライオン          | 坂上忍とみきママの時短!簡単!節約!晩ごはん 坂上忍とみきママの超お手軽!マジックレシピ                     | - 2016.11.10                                         |
| 森公美子                                  | ライオン          | 坂上忍と○○の時短!簡単!節約!晩ごはん                                                                     | - 2016.8.25                                          |
| グッチ裕三                                | ライオン          | 坂上忍と○○の時短!簡単!節約!晩ごはん                                                                     | 2016.7.25 - 11.24                                    |
| 杉本彩                                    | ライオン          | 坂上忍と○○の時短!簡単!節約!晩ごはん                                                                     | 2016.10.24 - 10.27                                   |
| 未唯mie                                   | ライオン          | 坂上忍と○○の時短!簡単!節約!晩ごはん                                                                     | 2016.12.5 - 12.8                                     |
| はたけ（シャ乱Q）                         | ライオン          | 坂上忍と○○の時短!簡単!節約!晩ごはん                                                                     | 2016.12.19 - 12.22                                   |
| 品田英雄                                  | 木                | 品田の目                                                                                                | 2016.10.20 - 2017.3.2                                |
| 三上洋                                    | 月                | | 2016.9.19 - 2017.8.21                                |
| 中田宏                                    | 火                | | 2016.6.7 - 2017.10.31                                |
| 徳原聖雨                                  | 水                | [ 注 116 ]                                                                                              | 2016.7.6 - 2018.9.19                                 |
| 佐藤大和                                  | 月                | | 2016.8.29 - 2019.4.22                                |
| 西田淳裕（キンボシ）                      | 火                | 火曜バイキング専属相撲コメンテーター                                                                    | [ 注 117 ]                                           |
| 田淵裕章（フジテレビアナウンサー）        | LION （月 - 木）  | とれたて!ニュースバイキング                                                                             | 2018.4.2 - 2019.9.26                                 |
| 笠井信輔（当時フジテレビアナウンサー）    | LION（金）        | とれたて!ニュースバイキング                                                                             | 2018.4.6 - 2019.9.27                                 |
| 高橋克実                                  | 全曜日            | バイキング×グッディ! 最新ニュース言いたい放題                                                           | 2016.4.4 - 2020.9.25                                 |
| 安藤優子                                  | 全曜日            | バイキング×グッディ! 最新ニュース言いたい放題                                                           | 2016.4.4 - 2020.9.25                                 |
| 三田友梨佳（フジテレビアナウンサー）      | 全曜日            | バイキング×グッディ! 最新ニュース言いたい放題                                                           | 2016.4.4 - 2018.3.30 2018.4.2 - 2019.3.29            |
| 倉田大誠（フジテレビアナウンサー）        | 全曜日            | バイキング×グッディ! 最新ニュース言いたい放題                                                           | 2016.4.4 - 2018.3.30 2019.4.1 - 2020.3.30            |
| 宮澤智 （フジテレビアナウンサー）         | 不定期            | バイキング×グッディ! 最新ニュース言いたい放題                                                           | 2019.4.1 - 2020.9.25                                 |
| 久慈暁子（フジテレビアナウンサー）        | 月                | 2時プロジェクト 気になってるの私だけですか? 真麻&アンミカの些細な問題!こんな時どうしてる?               | 2020.9.28 - 2021.3.15                                |
| 藤本万梨乃（フジテレビアナウンサー）      | 火                | 2時プロジェクト 気になってるの私だけですか? 今日は何の日ストリー                                        | 2020.9.29 - 2021.3.16                                |
| 永尾亜子（フジテレビアナウンサー）        | 水                | 2時プロジェクト 気になってるの私だけですか? 令和に究極の選択 VS小木氏                                   | 2020.9.30 - 2021.3.17                                |
| 佐久間みなみ（フジテレビアナウンサー）    | 木                | 2時プロジェクト 気になってるの私だけですか? クイズ!Z世代の常識 コレ知らないのしんどくない?              | 2020.10.1 - 2021.3.18                                |
| 杉原千尋（フジテレビアナウンサー）        | 金                | 2時プロジェクト 気になってるの私だけですか? ファミリーハマリーニュース                                  | 2020.10.2 - 2021.3.19                                |
| 伊藤ハルカ（海外ドラマ愛好家）            | 水                | 小木&ハルカ・絶対見るべき!海外ドラマ                                                                    | 2021.5.5 2021.8.18                                   |

## コーナー・企画

### タイムテーブル（番組終了時点）
| 時刻    | 内容 | 備考 |
| ------- | --- | --- |
| 11:55頃 | オープニング、Lineup | 『バイキング』時代は坂上と曜日MC（曜日MCが不在の場合は榎並）が並んで挨拶していたが、『バイキングMORE』改題後は坂上と伊藤が並んで挨拶をしている。                                                             |
| 11:56頃 | 曜日別オープニングVTRコーナー - 月曜日：週末話題沸騰の映像ニュース - 火曜日：カメラが捉えた!衝撃の瞬間カウントダウン - 水曜日：週の真ん中!ほんわかニュース - 木曜日：なぜランクイン!? 徹底調査 気になる!ランキンGO! - 金曜日：最新エンタメを独自取材 直送!とれたてエンタ | |
| 12:00頃 | 12時台ブロック（コーナー名なし） | テレビ宮崎がここで飛び乗り。 |
| 13:10頃 | Presented by LION - とれたて!ニュースバイキング | 『ライオン奥様劇場』→『ライオンのいただきます』→『ライオンのごきげんよう』から続く同時間帯のライオン一社提供パート。 12時台ブロックから同じ話題を継続する場合も。                                            |
| 13:40頃 | 13時台ブロック（コーナー名なし） | 2022.1.7まではBUZZニュースランキングを放送していた時間帯。 |
| 13:53頃 | きょうの「Real Time」 | 2022.1.7までは13:50頃から放送していた。 |
| 14:16頃 | バイキング的 BUZZニュースランキング - 水曜は「BUZZ Story」を内包 - 金曜は「BUZZ グルメ」を内包 | 2022.1.7までは13:30頃からで、1.10から14時台へ。 |
| 14:35頃 | 最新ニュース | 夕方のニュース番組『イット!』のスタジオから担当アナが伝える。 |
| 14:44頃 | もう一言!バイキングMOREきょうのまとめ | |
| 14:45   | 放送終了 | 番組終了後、関東地区では『イット!』の15秒生予告を挟んで『メディアミックスα』に接続していた。 また、主に金曜日は伊藤と淳が居残り、放送終了直後から延長戦と題したYouTube生配信を実施（他曜日も不定期に実施）。 |

### 過去のコーナー

#### バイキングMORE（ - 2021年3月）
2014年度は曜日ごとに番組MCが異なっていたこともあり、曜日別に『ニュースな月曜日』『キラキラ生活の火曜日』『神出鬼没の水曜日』『スペシャルな旅の木曜日』『健康と家族の金曜日』とテーマが設けられていた。
『いいとも!』と同様に生放送のバラエティ番組だったため、曜日コーナーを必ず毎週放送するとは限らなかった。
月曜が祝日の場合（2014年10月13日から2015年度まで）、 「USJ（14/10/13・15/10/12）」「絶対に太ってはいけないシリーズ（15/1/12等）」「大人の修学旅行SP（15/11/23）」などの旅企画VTRを放送していた。

## 重大ニュース・特別番組放送時の対応
- 突発的な大事件・大事故や大地震などの自然災害、政局などでの重大な動きが発生した時に、報道フロアから臨時ニュースを放送する必要が生じた場合は一時中断とする場合がある。
- 2016年から2019年まで、毎年10月第2月曜日（体育の日〈2020年からは「スポーツの日」に改称〉）は、13:00から『出雲全日本大学選抜駅伝』中継を放送するため、13:00までの短縮放送[注 147]）としていた一方で、FNN報道特別番組やオリンピック等の各種スポーツ中継を本番組の時間帯に放送する場合は、短縮放送（放送開始時刻繰り下げの事例もある）または全編休止のどちらかとなる。
- 年末年始期間中は特番編成のため概ね1週間程度全局休止となっていた。

### 2018年4月以降に特別編成となった事例
上述以外の特番などによる放送休止・放送時間変更は以下の通り。重大ニュース・全国ネット特番・放送時間変更の事例のみを記載する。
- 2018年6月11日 - 7月13日：この間は番組終盤に2018 FIFAワールドカップの特集VTRコーナーを設置したため、13時50分までの放送に拡大[470]、「バイキング×グッディ! 最新ニュース言いたい放題」はコーナー休止とした）。期間中は、後続番組『直撃LIVE グッディ!・第1部』は5分繰り下げ・短縮の午後1時50分開始となった（『同・第2部』は従前通り）。
- 2019年4月1日：新元号「令和」発表に関する最新情報を放送[注 148]。また、番組内では12:00過ぎから行われた安倍晋三首相（当時）の記者会見の模様も中継で伝えた。
- 2019年5月1日：天皇陛下即位に関する最新情報を放送。
- 2019年5月28日：神奈川県川崎市多摩区で発生した通り魔事件に関する最新情報を放送。
- 2019年10月22日：天皇陛下の「即位礼正殿の儀」に関する報道のため、11:55 - 16:50に本番組と『直撃LIVEグッディ!』、『Live News it!』の3番組合同による特番『バイキング×グッディ！×FNN Live News 即位の礼SP』を放送（全編リアルタイム字幕放送）。特番冒頭から13:50頃まで本番組のフォーマットが踏襲され、その中で即位礼正殿の儀の生中継も行った。
- 2021年1月4日：13:15 - 14:30に『#お正月おじさん』（東海テレビ制作）、14:30から『2020JリーグYBCルヴァンカップ・決勝「柏レイソル×FC東京」』中継[注 149]をそれぞれ放送のため90分短縮（11:55 - 13:15）し、「新春SP」として放送[473]。なお、この日は全編録画放送となり、字幕放送も通常の字幕放送となった。
- 2021年3月11日：東日本大震災（東北地方太平洋沖地震）発生から10年に伴い30分拡大（11:55 - 15:15）[474][475]して放送。
- 2021年9月3日：この日の番組開始直前に菅義偉首相（当時）が自民党総裁選挙に出馬せず、自民党総裁としての任期満了をもって党総裁および首相の職から退く意向を固めたというニュースが伝わり、急遽一部内容を変更してこのニュースを中心に放送。13:00過ぎに首相官邸で菅首相が記者団の取材に応じた様子も生中継で伝えた[476]。
- 2022年1月4日：13:30 - 14:45に『エンケンとメロメロさん』（東海テレビ制作）を放送のため、75分短縮（11:55 - 13:30）して放送。

## 問題となった放送内容

### 江角マキコの知人に関する虚偽の報道
- 2017年2月6日の放送内で、元火曜レギュラーだった江角マキコに関する話題を取り扱ったが、江角マキコの代理人弁護士と出雲市から「放送内容が事実と異なる」と番組へ指摘が発生。同年10月に番組公式サイトで「取材・確認が不十分であった」とした上で、謝罪文を一定期間載せた[477][478]。

### 新型コロナウイルスに関する虚偽の報道
- 2020年5月19日の放送内で、新型コロナウイルスにともなう外出自粛に関する内容を放送中に気の緩みから外出が増えている問題について取り上げた際に5月17日のものとして東京・原宿の竹下通りや表参道の映像を放送した。しかし、映像内の広告[479]の内容などから3月頃の映像ではないかという指摘がSNSで上がっていた。これを受け、翌日20日の放送で進行を務めるアナウンサーの榎並大二郎が「昨日、17日の東京・原宿の竹下通りと表参道の様子として放送した映像は、正しくは3月のものでした」と説明し、「訂正してお詫びします」と謝罪した[480][481]。謝罪した日には、同様の虚偽報道がテレビ朝日の「羽鳥慎一モーニングショー」でもあり、この事件とともに物議となった。

### 平井文夫の虚偽の発言
- 2020年10月5日の放送内で、日本学術会議 が推薦した会員候補の一部を政府が任命しなかった問題を取り上げた際に、フジテレビ上席解説委員の平井文夫が学術会議について、「同会議の会員を6年務めると日本学士院の会員となり、年金がもらえるシステムになっている」と発言したが、実際は学術会議と学士院の定員が異なり、また学士院の会員は終身のため、学術会議の会員全員が学士院の会員になるのは不可能（欠員が出ない限り補充はされない）であることからインターネットや識者などから批判を受けた。翌日6日の放送でフジテレビアナウンサーの伊藤利尋が訂正・謝罪したほか、平井も同局制作の『とくダネ!』にて、「誤解を与えた」と釈明した[482][483][484][485]。平井はこの日以降出演していない。

## 特別番組
- 2014年08月17日（日 13:00 - 14:00） 『バイキング～真夏の5曜日対抗!珍場面SP～』[486][487][488]
- 2016年12月28日（水 21:00 - 23:43[注 150]） 『バイキング・ゴールデン!坂上忍と怒れるニュースな芸能人～あの事件の真相ぶっちゃけSP～』
- 2017年03月11日（土 10:25 - 11:30） 『週刊!バイキング』（チャンネルΣ枠）[61][489][490]
- 2017年12月29日（金 18:00 - 19:00・19:00 - 22:52[注 151]） 『バイキング・ザ・ゴールデン 坂上忍が2017年ニュースの主役を直撃!あの騒動の真相&裏側 初告白SP』[491]
- 2018年12月28日（金 18:00 - 19:00・19:00 - 21:55[注 152]）『バイキング・ザ・ゴールデン 〜河野景子が独占初告白!2018年ニュースの主役に直撃SP〜』[492][493]

## スタッフ
- ナレーション：小坂由里子（2015年3月30日 - 2022年4月1日）、仮屋昌伸（2020年9月28日 - 2022年4月1日）、森一丁（2020年9月28日 -2022年4月1日）[144]
- 制作統括：小仲正重（フジテレビ）[52]、石塚大志（フジテレビ）[注 153][494]、島本亮（フジテレビ）[52][注 154][494]、大林潤（フジテレビ）[22]
- 美術プロデュース：古川重人[210]
- 美術制作：平井秀樹（フジテレビ）[198]
- デザイン：鈴木賢太（フジテレビ）[198]
- 美術進行：内山高太郎、三上貴子、鈴木あみ、谷元沙紀（全員→以前はアートコーディネーター）[198]
- アートコーディネーター（木曜）：平山雄大[198]、（隔週 月）石田博己/徳永法子（隔週 火）三上貴子/堀内信武（隔週 水）太田菜摘/鈴木あみ（隔週 木）平山雄大/伊藤則緒（隔週 金）谷元沙紀/大村光之[210]
- 大道具：浅見大[198]、清水愛[210]
- アクリル装飾：高橋瞳[198]
- 植木：後藤健[198]
- 装飾：門間誠[198]
- メイク：山田かつら[198]
- 制作協力：PLAMO（水曜）[495]
- 演出
  - （月曜）：青木達生（FOOLEN LARGE）[494]
  - （火曜）：髙杉祐一（NEXTEP）[496]ほか
  - （水曜）：古本世志人[497]、木原剛志（木原→以前は水曜D）[497]
  - （木曜）：伊藤嘉彦（アズバーズ、月曜FD兼任、以前は月・水曜FD兼任、ディレクター・通し企画D）[498]ほか
  - （金曜）：堤俊博（バミューダ）[499]
- プロデューサー
  - （毎日）：山本布美江（月 - 水、金曜のみ[52]→ 毎日）[494][496][497][498][499]・飯村徹郎[注 155][499]・宮崎鉄平（以前は木曜演出 → 月、水 - 金曜のみ → 毎日 → 複数曜日）[52][498]・山田賢太郎（2018年10月15日 - 12月 → 一時離脱 → 複数曜日）（フジテレビ）[494]
  - （複数曜日）：山﨑貴博（以前は火曜ディレクター→火曜演出）[496]・井口泰志（以前はディレクター→水曜演出→水曜ディレクター→水曜演出）（フジテレビ）[注 156][497]
- チーフプロデューサー：坪井貴史（フジテレビ）[52][注 157][499]、加藤正臣（フジテレビ）[22]
- 2時プロジェクト演出：塩谷亮（フジテレビ）
- ディレクター：多田隆人（IVSテレビ制作）[52]、高橋健二[501]、渡辺将司[502]
- 演出：武田誠司（フジテレビ）[52]、大平進士（以前は通し企画D、クリーク・アンド・リバー社）[52]、長久弦（水、GUTS、週替り）[52]
- プロデューサー：大川友也[注 158][52]・北口富紀子[52]・大江菊臣[52]
- 総合演出：出口敬生（フジテレビ）[注 159][499]
- 取材協力：FNN
- 制作協力：IVSテレビ制作[503]
- 制作：フジテレビ編成制作局制作センター第二制作室（旧バラエティ制作センター→制作局第二制作センター→編成局制作センター第二制作室）
- 制作著作：フジテレビ

## ネット局と放送時間
| 放送対象地域  | 放送局                    | 系列                                         | 放送時間                  | ネット状況                  | 備考            |
| ------------- | ------------------------- | -------------------------------------------- | ------------------------- | --------------------------- | --------------- |
| 関東広域圏    | フジテレビ（CX）          | フジテレビ系列                               | 月曜 - 金曜 11:55 - 14:45 | 【制作局】                  | 【制作局】      |
| 北海道        | 北海道文化放送（UHB）     | フジテレビ系列                               | 月曜 - 金曜 11:55 - 14:45 | 同時フルネット              |                 |
| 岩手県        | 岩手めんこいテレビ（MIT） | フジテレビ系列                               | 月曜 - 金曜 11:55 - 14:45 | 同時フルネット              |                 |
| 宮城県        | 仙台放送（OX）            | フジテレビ系列                               | 月曜 - 金曜 11:55 - 14:45 | 同時フルネット              |                 |
| 秋田県        | 秋田テレビ（AKT）         | フジテレビ系列                               | 月曜 - 金曜 11:55 - 14:45 | 同時フルネット              |                 |
| 山形県        | さくらんぼテレビ（SAY）   | フジテレビ系列                               | 月曜 - 金曜 11:55 - 14:45 | 同時フルネット              |                 |
| 福島県        | 福島テレビ（FTV）         | フジテレビ系列                               | 月曜 - 金曜 11:55 - 14:45 | 同時フルネット              |                 |
| 新潟県        | NST新潟総合テレビ（NST）  | フジテレビ系列                               | 月曜 - 金曜 11:55 - 14:45 | 同時フルネット              |                 |
| 長野県        | 長野放送（NBS）           | フジテレビ系列                               | 月曜 - 金曜 11:55 - 14:45 | 同時フルネット              |                 |
| 静岡県        | テレビ静岡（SUT）         | フジテレビ系列                               | 月曜 - 金曜 11:55 - 14:45 | 同時フルネット              |                 |
| 富山県        | 富山テレビ（BBT）         | フジテレビ系列                               | 月曜 - 金曜 11:55 - 14:45 | 同時フルネット              |                 |
| 石川県        | 石川テレビ（ITC）         | フジテレビ系列                               | 月曜 - 金曜 11:55 - 14:45 | 同時フルネット              |                 |
| 福井県        | 福井テレビ（FTB）         | フジテレビ系列                               | 月曜 - 金曜 11:55 - 14:45 | 同時フルネット              |                 |
| 中京広域圏    | 東海テレビ（THK）         | フジテレビ系列                               | 月曜 - 金曜 11:55 - 14:45 | 同時フルネット              |                 |
| 近畿広域圏    | 関西テレビ（KTV）         | フジテレビ系列                               | 月曜 - 金曜 11:55 - 14:45 | 同時フルネット              |                 |
| 鳥取県 島根県 | さんいん中央テレビ（TSK） | フジテレビ系列                               | 月曜 - 金曜 11:55 - 14:45 | 同時フルネット              |                 |
| 岡山県 香川県 | 岡山放送（OHK）           | フジテレビ系列                               | 月曜 - 金曜 11:55 - 14:45 | 同時フルネット              |                 |
| 広島県        | テレビ新広島（TSS）       | フジテレビ系列                               | 月曜 - 金曜 11:55 - 14:45 | 同時フルネット              |                 |
| 愛媛県        | テレビ愛媛（EBC）         | フジテレビ系列                               | 月曜 - 金曜 11:55 - 14:45 | 同時フルネット              |                 |
| 高知県        | 高知さんさんテレビ（KSS） | フジテレビ系列                               | 月曜 - 金曜 11:55 - 14:45 | 同時フルネット              |                 |
| 福岡県        | テレビ西日本（TNC）       | フジテレビ系列                               | 月曜 - 金曜 11:55 - 14:45 | 同時フルネット              |                 |
| 佐賀県        | サガテレビ（STS）         | フジテレビ系列                               | 月曜 - 金曜 11:55 - 14:45 | 同時フルネット              |                 |
| 長崎県        | テレビ長崎（KTN）         | フジテレビ系列                               | 月曜 - 金曜 11:55 - 14:45 | 同時フルネット              |                 |
| 熊本県        | テレビ熊本（TKU）         | フジテレビ系列                               | 月曜 - 金曜 11:55 - 14:45 | 同時フルネット              |                 |
| 大分県        | テレビ大分（TOS）         | 日本テレビ系列 フジテレビ系列                | 月曜 - 金曜 11:55 - 14:45 | 同時フルネット              | [ 505 ] [ 506 ] |
| 鹿児島県      | 鹿児島テレビ（KTS）       | フジテレビ系列                               | 月曜 - 金曜 11:55 - 14:45 | 同時フルネット              |                 |
| 沖縄県        | 沖縄テレビ（OTV）         | フジテレビ系列                               | 月曜 - 金曜 11:55 - 14:45 | 同時フルネット              | [ 507 ]         |
| 宮崎県        | テレビ宮崎（UMK）         | フジテレビ系列 日本テレビ系列 テレビ朝日系列 | 月曜 - 金曜 12:00 - 14:45 | 同時ネット（12:00飛び乗り） | [ 508 ] [ 509 ] |